# Just for Laughs: Gags
 (срп. Само за смех: Подвале) је канадска нема ТВ комедија, скривена камера, настала по узору на канадски Just for Laughs фестивал који се одржава сваке године у Монтреалу и Квебеку. Део је бренда Само за смех.
Формат серије је скривена камера, дакле подваљивање људима са улице, у тржном центру, банци итд, који не знају да их снима камера која је сакривена у близини. Свака епизода садржи више подвала. Неки сегменти садрже минималан дијалог, мада већина не, само се чује већ наснимљен смех уз музику. Већина сегмената је снимљено у Монтреалу, Квебеку и Ванкуверу, док су неки снимљени у Мексику. Добила је две међународне верзије - британску и азијску, направљену у Сингапуру. Године 2011, серија је добила спин-оф под називом Just Kidding, у којој углавном деца подваљују старијима.
Као нема серија која не захтева превод, емитована је у више од 100 држава широм света, између осталих серија је емитована и у Србији. Највећу популарност стекла је током емитовања на телевизији Прва, а емитована је и на каналима Студио Б, Супер ТВ, ТВ Банкер, РТВ 1, ТВ Пинк, РТС 1, РТС 2, Б92, ТВ Ултра, Декси ТВ и Прва плус.

## Глумци
Неки од глумаца који су учествовали у подвалама:
- Дени Мени
- Денис Левасер
- Денис Жак
- Жак Дролет
- Жан Пјер Алари
- Жан Провенсер
- Мари Ив Лавијер
- Мари Пир Баухард
- Нађа Давид
- Паскал Бабин
- Филип Бонд
- Ричард Ледукс
- Мари Андре Поулин
- Кирстин О'Саливан
- Џек Мартин